# Athenaeum Illustre (Amsterdam)

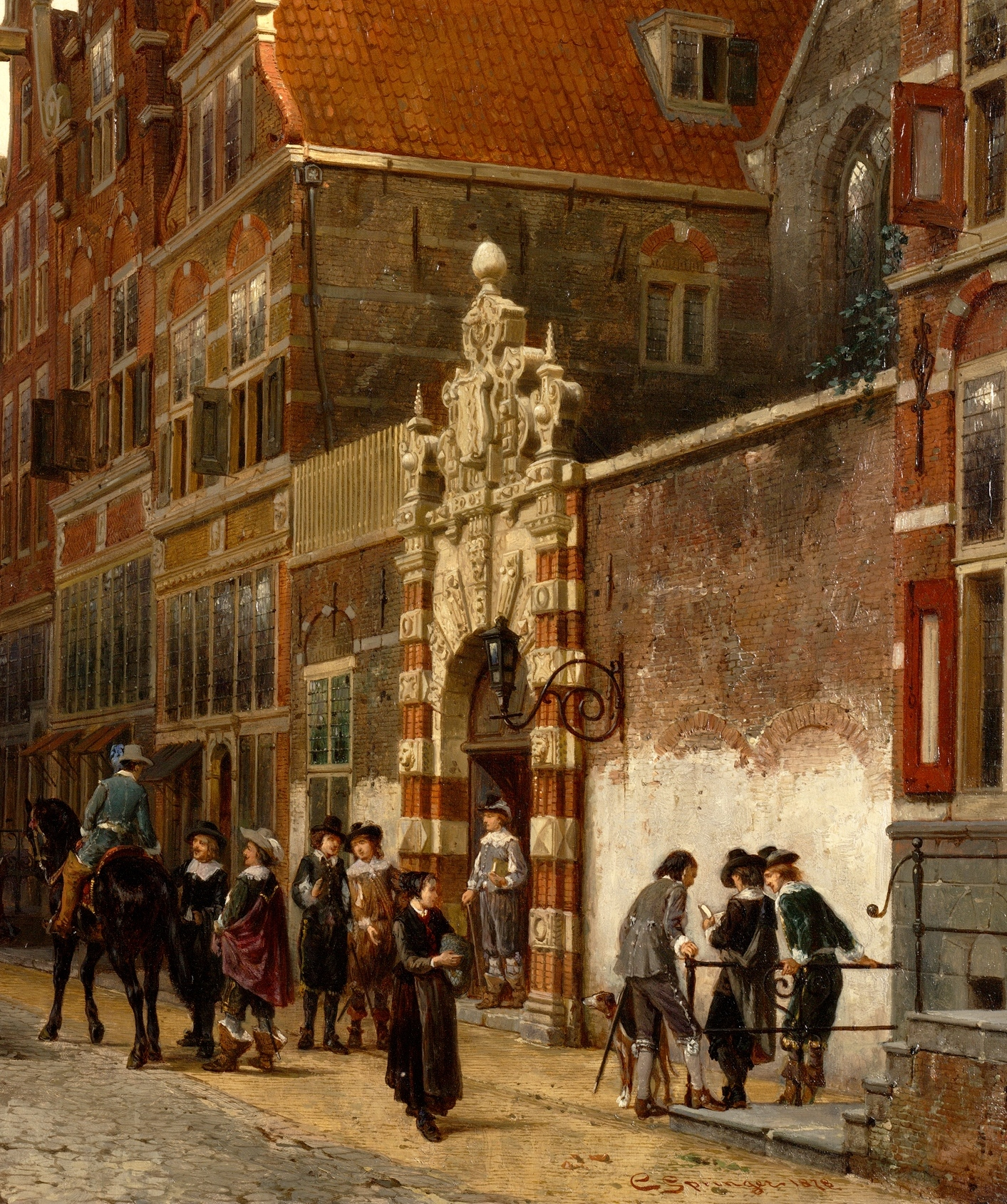
Negentiende-eeuwse impressie van de toegangspoort tot het Athenaeum Illustre in 1650 (Cornelis Springer, 1878)

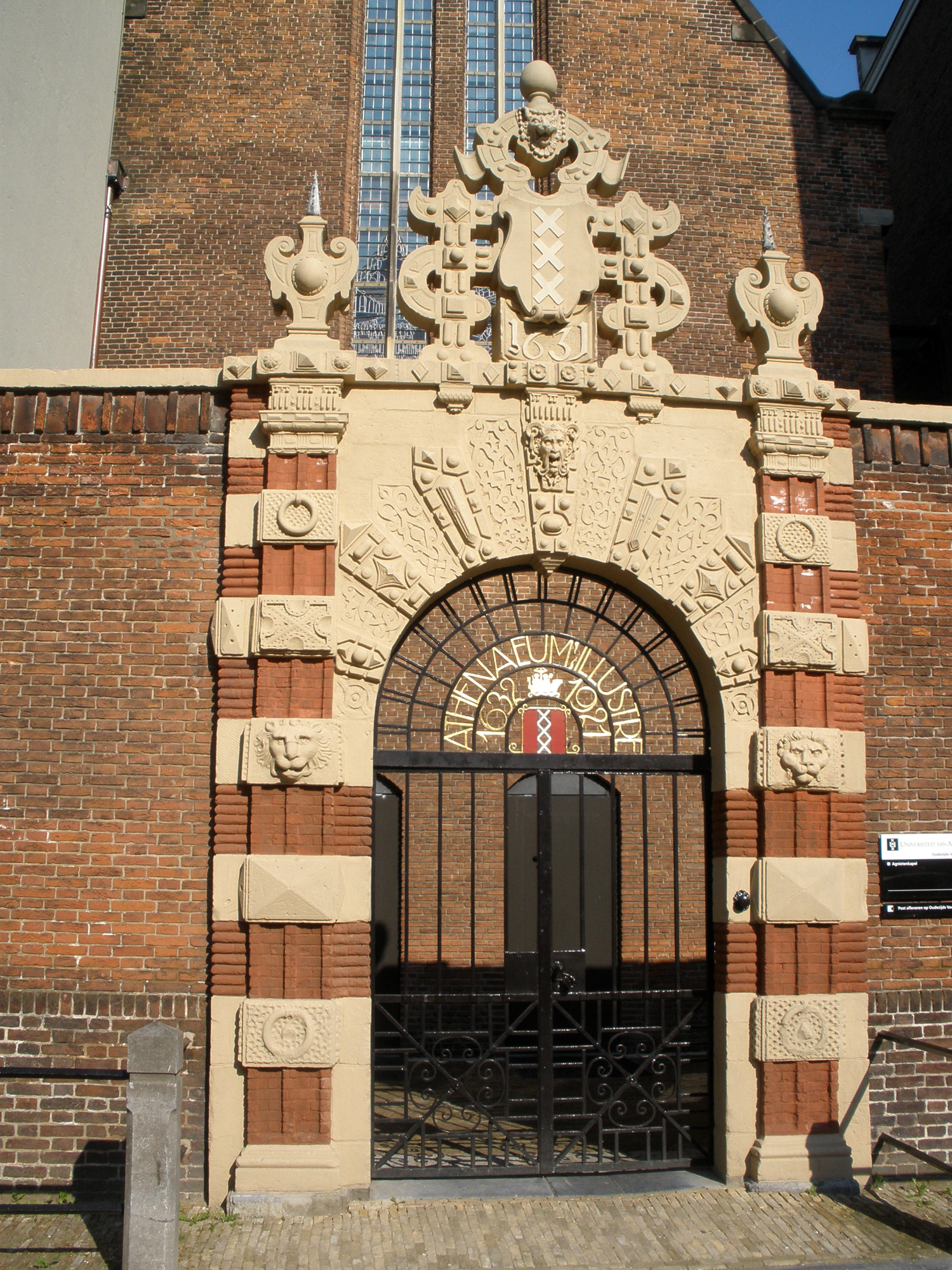
Poort van de Agnietenkapel met opschrift "Athenaeum Illustre 1632-1921"

Het Amsterdamse Athenaeum Illustre was een illustere school gevestigd in de Agnietenkapel aan de Oudezijds Voorburgwal. Twee internationaal bekende humanistische geleerden, Gerardus Vossius en Caspar Barlaeus, hielden hier op respectievelijk 8 en 9 januari 1632 hun inaugurele redes. De achtste januari werd later als dies natalis van het Athenaeum gevierd en is nu nog steeds de dies natalis van de Universiteit van Amsterdam.
Na de opening van het Athenaeum Illustre in 1632 werd de "bibliotheek van kerk en stad" overgebracht van de Nieuwe Kerk naar de nieuwe instelling. Dat bleek al snel een goede beslissing, want in 1645 ging de inboedel van de kerk bij een brand verloren. De bibliotheek vormt thans de basis van de Bijzondere Collecties van de Universiteit van Amsterdam.
Het Athenaeum Illustre was de voorloper van de Universiteit van Amsterdam. Evenmin als andere illustere scholen, had het Amsterdamse Athenaeum het recht academische graden te verlenen. De wettelijke erkenning als instelling voor hoger onderwijs kreeg het Athenaeum Illustre in 1815. Het promotierecht (recht op het verlenen van de doctorsgraad) werd op 1 oktober 1877 toegekend toen het Athenaeum werd ingerigt tot eene Universiteit, genaamd  de  "Universiteit van Amsterdam" (tot ver in de jaren 1970 in de volksmond "de GU" genoemd). Hoogleraren aan de universiteit werden benoemd door het stadsbestuur, uit hoofde van zijn functie was de burgemeester voorzitter van het universiteitsbestuur. Dit bleef zo tot 1961, toen werd de financiële verantwoordelijkheid overgenomen door de nationale overheid.
Het onderwijs dat gegeven werd op het Athenaeum Illustre was aanvankelijk humanistisch van aard, hoewel reeds 
twee jaar na de stichting, in 1634, Martinus Hortensius tot hoogleraar in de wiskunde werd benoemd. Nadat deze in 1639 gestorven was, werd hij in 1653  opgevolgd door Alexander de Bie, die tot zijn dood in 1690 aan de school verbonden bleef. De burgemeesters van Amsterdam waren nauwelijks geïnteresseerd in nieuwe wetenschappelijke ontwikkelingen, tenzij deze directe toepassing hadden, zoals in het geval van navigatie op zee. Het Amsterdamse stadsbestuur was liberaal ten opzichte van religie, maar zeker niet wetenschappelijk progressief.
In latere jaren werd het onderwijsaanbod uitgebreid met Oosterse (d.w.z. semitische) talen, botanie, heelkunde, anatomie en natuurwetenschappen. In 1646 werd een lector in de botanie aangesteld (Johannes Snippendael). De eerste medische hoogleraar
was Gerard Blasius, die in 1660 tot extraordinarius en in 1666 tot ordinarius werd
benoemd.  Een bekende orientalist, verbonden aan het Athenaeum van 1779
tot zijn dood in 1804, was Didericus Adrianus Walraven. Hij was in zijn tijd een van de vooraanstaandste   kenners van het Hebreeuws en het Arabisch in Nederland. De waarschijnlijk  internationaal bekendste Athenaeum hoogleraar was Jean Henri van Swinden, die van 1785 tot zijn dood in 1823 wis- en natuurkunde aan de instelling doceerde.
Tussen 1826 en 1847 was Jacob van Lennep secretaris van curatoren van het Athenaeum Illustre, een onbezoldigde functie. Hij diende bij examens aanwezig te zijn en diploma's en ere-prijzen uit te reiken. Ter ere van het tweehonderdjarig bestaan van het Athenaeum in 1832 schreef hij het toneelstuk Een Amsterdamsche Winteravond, dat werd opgevoerd in de Stadsschouwburg. Het stuk speelt in 1632 en hij voert daarin historische figuren op, die een lans breken voor het subsidiëren van cultuur en wetenschap. Een van de hoofdrollen was die van Vondel. Het stuk werd meerdere malen uitgevoerd. 
Na de Franse tijd werd het onderwijsaanbod aanzienlijk uitgebreid,  speciaal in diverse medische richtingen.
Hoogleraren in geneeskundige vakken waren Christiaan Bernard Tilanus, Pieter Hendrik Suringar, Leopold Lehmann, 
Jan Leonard Chanfleury van Ysselstein, Jan Willem Reinier Tilanus, Heinrich Daniël Johann Joachim Hertz. Al
deze hoogleraren zijn in 1877 overgegaan naar de universiteit: alleen C.B. Tilanus was reeds 2 september 1873 emeritus geworden en opgevolgd door Carel Lambertus Wurfbain. In 1875 had het Athenaeum  zo'n 400 studenten, voor het overgrote deel in de geneeskunde.

## Canon van Amsterdam
- Het Athenaeum Illustre is venster nummer 15 van de Canon van Amsterdam.